# Entensee (Wilhelmshaven)
Der Entensee war im 20. Jahrhundert ein kurzlebiges Stillgewässer in der nordwestdeutschen Stadt Wilhelmshaven. Er lag nordöstlich des Stadtkerns und südlich der Maademündung direkt am linksseitigen Ufer der Jadebusenmündung in die Nordsee. 
Er war anthropogenen Ursprungs und geht zurück auf 1937 begonnene Landgewinnungsbemühungen durch Eindeichung und Aufspülung. Es sollte Raum für einen Land- und einen Seeflughafen sowie für einen Ausbau der Kriegsmarinewerft Wilhelmshaven geschaffen werden. Diese Ideen wurden allerdings nicht realisiert, und während des Zweiten Weltkriegs ruhten die Arbeiten. Sie wurden 1946 am 640 Hektar großen Heppenser Groden durch Aufspülung und Aussaat salzverträglicher Pflanzen fortgesetzt. In einer flachen Senke des Grodens entstand der Entensee als „riesige aufgeschwemmte Schlickfläche mit Grünrändern und sehr niedrigem Wasserstand“.
Bemerkenswert am Entensee war sein außerordentlich hoher Planktongehalt, der ihn zu einem der „vogelreichsten Biotope Nordwestdeutschlands“. Auch überregional betrachtet war der See in Deutschland „wegen seines Vogelreichtums einmalig“. Insbesondere Zugvögel nutzten ihn ob des reichen Nahrungsangebotes als bevorzugte Raststätte und „stets [hielten sich dort] gewaltige Scharen von Sumpf- und Wasservögeln“ auf. Oftmals wurden mehr als 10.000 Individuen pro Tag gezählt. Zu den beobachteten Gästen zählten 14 Entenarten (unter anderem Löffelente), neun Gänsearten (unter anderem Rostgans und Brandgans) sowie besonders zahlreich die Regenpfeiferartigen – unter anderem Stelzenläufer, Rotschenkel, Kampfläufer, Strandläufer („ganze Wolken“), Alpenstrandläufer, Zwergstrandläufer, Temminckstrandläufer, Grünschenkel, Bekassinen, Odins- oder Thorshühnchen Lachmöwen sowie Säbelschnäbler (auch einige Brutpaare, besonders zur Herbstflugzeit fast 2000 Tiere pro Tag).
Anfang der 1950er Jahre kamen Pläne auf, den See endgültig trockenzulegen und das Gebiet in landwirtschaftliche Fläche umzuwandeln. Ein breites Bündnis aus Naturschutzinteressierten – die Naturfreunde, die Vogelwarte Helgoland und andere wissenschaftliche Institutionen, die Deutsche Ornithologen-Gesellschaft sowie die Zentralstelle für Naturschutz und Landschaftspflege – bemühte sich, dies zu verhindern, hatte letztlich aber keinen Erfolg. Im Jahr 1953 berichtete der Ornithologe Herbert Ringleben, dass das Vorhaben umgesetzt würde.